# Famille de Flore
Pour les articles homonymes, voir Flore (homonymie).
La famille de Flore est une famille importante d'astéroïdes de type S de la ceinture principale interne, dont l'origine et les propriétés sont relativement mal comprises à l'heure actuelle. Environ 4-5 % de tous les astéroïdes de la ceinture principale appartiennent à cette famille.
À cause de ses limites mal définies et de la position de Flore lui-même en périphérie, cette famille d'astéroïdes est aussi parfois appelée la famille d'Ariane, quand Flore n'est pas intégré dans le groupe durant une analyse (par exemple l'analyse WAM de Zappalà et al. en 1995).

## Caractéristiques

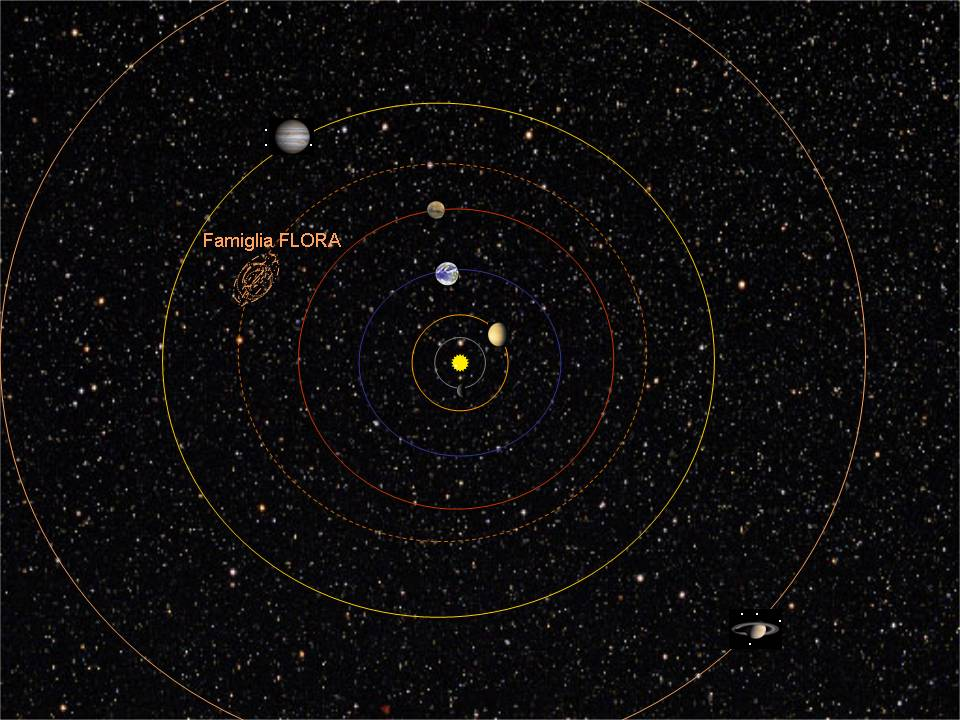
Position et structure de la famille de Flore.

Le plus grand membre est (8) Flore qui mesure 140 km de diamètre et contient environ 80 % de la masse totale de la famille. Cependant, le corps parent fut presque certainement détruit par l'impact (ou les impacts) qui formèrent la famille, et Flore est probablement un agrégat gravitationnel de la majorité des morceaux. (43) Ariane constitue une bonne partie de la masse restante (environ 9 %), les autres membres de la famille étant beaucoup plus petits avec moins de 30 km de diamètre.
Une partie notable du corps parent a été perdue par la famille depuis l'impact initial, probablement à cause de phénomènes ultérieurs tels que des collisions secondaires. Par exemple, on estime que Flore contient seulement environ 57 % de la masse du corps parent, mais environ 80 % de la masse de la famille actuelle.
La famille de Flore est très large et se fond graduellement avec la population générale (qui est particulièrement dense dans cette région de la ceinture) de telle sorte que ses limites sont très mal définies. Il y a aussi plusieurs non-uniformités ou lobes au sein de la famille, dont une des causes pourrait être des collisions secondaires ultérieures entre les membres de la famille. Il s'agit donc d'un exemple classique de « clan d'astéroïdes » (voir famille d'astéroïdes). Curieusement, les plus grands membres, (8) Flore et (43) Ariane, sont situés près des bords la famille. La raison de cette distribution de masse inhabituelle au sein de la famille est encore inconnue.
(951) Gaspra, un membre central de la famille, fut visité par la sonde Galileo en route vers Jupiter et est l'un des astéroïdes les plus étudiés. Les études de Gaspra suggèrent que l'âge de la famille est de l'ordre de 200 millions d'années (d'après la densité de cratères) et que le corps parent était au moins partiellement différencié (d'après l'abondance élevée en olivine).
Les membres de la famille de Flore sont considérés comme de bons candidats pour être les corps parents des météorites à chondrite de type L qui constituent environ 38 % de toutes les météorites frappant la Terre. Cette théorie est confortée par la position de la famille, proche de la zone instable de la résonance séculaire {\displaystyle \nu _{6}\,\!}, et par le fait que les propriétés spectrales des membres de la famille sont compatibles avec le fait d'être les corps parents de ce type de météorites.
La famille de Flore fut une des cinq premières familles d'Hirayama découvertes. Elle possède un grand nombre de membres découverts précocement, à la fois parce que les astéroïdes de type S ont en général des albédos élevés et parce qu'elle constitue le groupement d'astéroïdes important le plus proche de la Terre.

## Position et taille
Une analyse numérique HCM détermina un grand groupe de membres « centraux » de la famille, dont les éléments orbitaux propres se situent dans les limites approximatives suivantes :
|         | ap (Demi-grand axe) | ep (Excentricité orbitale) | ip (Inclinaison) |
| ------- | ------------------- | -------------------------- | ---------------- |
| Minimum | 2.17 UA             | 0.109                      | 2.4°             |
| Maximum | 2.33 AU             | 0.168                      | 6.9°             |

Les limites de la famille sont toutefois très indistinctes. À l'époque actuelle, la plage de variation des éléments orbitaux oscultateurs de ces membres centraux est :
|         | ac (Demi-grand axe) | ec (Excentricité orbitale) | ic (Inclinaison) |
| ------- | ------------------- | -------------------------- | ---------------- |
| Minimum | 2.17 UA             | 0.053                      | 1.6°             |
| Maximum | 2.33 AU             | 0.224                      | 7.7°             |

L'analyse de Zappala de 1995 trouva 604 membres centraux et 1027 dans un groupe élargi. Une recherche faite en 1995 dans une base récente d'éléments propres contenant 96944 astéroïdes trouva 7438 objets situés dans la région de forme rectangulaire définie par le premier des deux tableaux ci-dessus. Cependant, cette région comprend également des parties des familles de Vesta et de Nysa dans les angles, par conséquent une estimation plus réaliste est de 4000 à 5000 objets (en gros). Ceci signifie que la famille de Flore représente 4-5 % de tous les astéroïdes de la ceinture principale.

## Intrus
À cause de la grande densité d'astéroïdes dans cette zone de la ceinture, on s'attendrait à ce qu'un grand nombre d'intrus (astéroïdes sans rapport avec la collision qui forma la famille) soient présents. Cependant, peu ont été identifiés car les intrus sont difficiles à distinguer des membres de la famille car cette dernière est du même type spectral S que celui qui domine la ceinture principale interne dans son ensemble. Les quelques intrus qui ont été identifiés sont tous de petite taille, et aussi par inspection de la base de données du Planetary Data System pour des membres non S. Ils comprennent (298) Baptistina, (422) Berolina, (2093) Genichesk, (2259) Sofievka (le plus grand, avec un diamètre de 21 km), (2952) Lilliputia, (3533) Toyota, (3850) Peltier, (3875) Staehle, (4278) Harvey, (4396) Gressmann et (4750) Mukai.